# Wall-crossing
En geometría algebraica y teoría de cuerdas, el fenómeno del  wall-crossing (cruzar la pared, en inglés) describe el cambio discontinuo de una cantidad determinada, como un invariante geométrico entero, un índice de análisis complejo o un espacio de estado BPS, a través de una codimensión o una pared en un espacio con condiciones de estabilidad, denominada pared de estabilidad marginal.